# Charles Scicluna
Charles Jude Scicluna (sinh 1959) là một Giám mục người Malta của Giáo hội Công giáo Rôma. Ông hiện đảm nhận vai trò Phó Tổng Thư ký Thánh bộ Giáo lý Đức Tin, Tổng giám mục đô thành Tổng giáo phận Malta (từ 2015) Chủ tịch Ban Xem xét Kháng cáo của Giáo sĩ bị cáo buộc delicta graviora và Chủ tịch Hội đồng Giám mục Malta.
Trước khi nắm giữ các chức vụ hiện nay, ông từng đảm nhận nhiều vai trò khác nhau ở trong Giáo triều Rôma cũng như giáo phận tại Malta, cụ thể: Ông là Quyền Thúc đẩy viên Công lý tại Tối cao Pháp viện (1996 - 2002), Thúc đẩy viên Công lý tại Thánh bộ Giáo lý Đức Tin (2002 - 2012), Giám mục Phụ tá Tổng giáo phận Malta (2012 - 2015) và Giám quản Tông Tòa Tổng giáo phận Malta (2014 - 2015).

## Tiểu sử
Tổng giám mục Charles Jude Scicluna sinh ngày 11 tháng 8 năm 1959 tại Toronto, Canada. Sau quá trình tu học dài hạn tại các cơ sở chủng viện theo quy định của Giáo luật, ngày 11 tháng 7 năm 1986, Phó tế Scicluna, 27 tuổi, tiến đến việc được truyền chức linh mục. Cử habg2 nghi thức truyền chức cho tân linh mục là Tổng giám mục Joseph Mercieca, Tổng giám mục Tổng giáo phận Malta. Tân linh mục cũng chính là thành viên linh mục đoàn của Giáo phận này.
Linh mục Scicluna từng đảm nhận nhiều vai trò tại Giáo triều Rôma như Quyền Thúc đẩy viên Công lý tại Tối cao Pháp viện, từ năm 1996 đến ngày 21 tháng 10 năm 2002 sau đó chuyển qua vị trí Thúc đẩy viên Công lý tại Thánh bộ Giáo lý Đức Tin trong mười năm cho đến ngày 6 tháng 10 năm 2012.
Sau hơn 25 năm thi hành các công tác mục vụ trên cương vị và thẩm quyền của một linh mục, ngày 6 tháng 10 năm 2012, Tòa Thánh loan tin Giáo hoàng đã quyết định bổ nhiệm linh mục Charles Jude Scicluna, 53 tuổi, gia nhập Giám mục đoàn Công giáo Hoàn vũ, với vị trí được trao phó là Giám mục Phụ tá Tổng giáo phận Malta và danh hiệu Giám mục Hiệu tòa San Leone. Lễ tấn phong cho vị giám mục tân chức được tổ chức sau đó vào ngày 24 tháng 11 cùng năm, với phần nghi thức chính yếu được cử hành cách trọng thể bởi 3 giáo sĩ cấp cao, gồm chủ phong là Tổng giám mục Paul Cremona, O.P., Tổng giám mục đô thành Malta, hai vị giáo sĩ còn lại, với vai trò phụ phong, gồm Tổng giám mục Joseph Mercieca, Nguyên Tổng giám mục đô thành Malta và Giám mục Mario Grech, giám mục chính tòa Giáo phận Gozo. Tân giám mục chọn cho mình châm ngôn:FIDELIS ET VERAX.
Tòa Thánh bổ nhiệm Giám mục Charles Scicluna làm Giám quản Tông Tòa Tổng giáo phận Malta vào ngày 18 tháng 10 năm 2014. Sau đó nửa năm, Tòa Thánh nhanh chóng quyết định bổ nhiệm Giám mục Giám quản Scicluna chính thức kế nhiệm làm Tổng giám mục đô thành Tổng giáo phận Charles Scicluna. Thông tin này được Tòa Thánh chính thức xác nhận vào ngày 27 tháng 2 năm 2015. Tân Tổng giám mục nhanh chóng cử hành các nghi thức tiếp nhận chức vị vào ngày 21 tháng 3 cùng năm.
Từ ngày 21 tháng 1 năm 2015, ông kiêm thêm vai trò Chủ tịch Ban Xem xét Kháng cáo của Giáo sĩ bị cáo buộc delicta graviora và từ ngày 20 tháng 8 năm 2016, ông đảm nhiệm thêm trọng trách Chủ tịch Hội đồng Giám mục Malta. Ngày 13 tháng 11 năm 2018, ông được Giáo hoàng bổ nhiệm kiêm thêm vai trò Phó Tổng Thư ký Thánh bộ Giáo lý Đức Tin.